# Райт, Ричард (писатель)
Ричард Натаниэль Райт (англ. Richard Nathaniel Wright; 4 сентября 1908, Миссисипи — 28 ноября 1960, Париж) — американский писатель. Один из самых значительных афроамериканских писателей. Его также называли «блэк бой» («Black Boy» — «чёрный парень»), особенно после выхода автобиографического романа с таким названием.

## Биография
Родился 4 сентября 1908 на плантации под Натчезом у реки Миссисипи, где и провёл первые годы жизни. Семья рано распалась, и мать с детьми перебралась в Джексон к её родителям. Окончив 9 классов, Райт оставил школу, чтобы содержать мать и младшего брата. Публикация в местной газете первого рассказа шестнадцатилетнего автора утвердила его в намерении стать писателем. В 1927 году Райт переехал в Чикаго, работал мойщиком посуды, рассыльным, носильщиком, клерком, занимался самообразованием. В 1932 году вступил в Клуб Джона Рида, сблизился с коммунистами. Его первая серьёзная работа, книга рассказов «Дети дяди Тома» (Uncle Tom’s Children, 1938), была удостоена премии журнала «Стори мэгэзин». В 1939 году Райт получил стипендию Гуггенхайма, что позволило ему написать роман «Сын Америки» (Native Son, 1940) и автобиографическую повесть «Чёрный» (англ. Black Boy, 1945). Её продолжение «Американский голод» (American Hunger) было опубликовано посмертно только в 1977 году.
Между 1948 и 1950 годами попал в Чёрный список Голливуда.
В 1958 году издал роман «Долгий сон» (The Long Dream), посвящённый формированию личности молодых негров на Юге США в 1940—1950-е годы.
Райт также был одним из первых американских писателей, работавших в жанре хайку.